# موزه مائریتشویس
موزه مائریتشویس (به هلندی: Mauritshuis) و (به انگلیسی: Maurice House) نگارخانه‌ای واقع در شهر لاهه هلند است. این موزه که سابقاً محل اقامت کنت یوهان ماریوت بوده‌است هم‌اکنون به مکانی از بزرگ‌ترین و برترین آثار نقاشان معروف هلندی نظیر یوهانس ورمر، رامبرانت، جان استین، پائولوس پاتر و فرانس هالز و کارهای نقاش آلمانی هانس هالبین یانگر تبدیل شده‌است.

## ساختمان

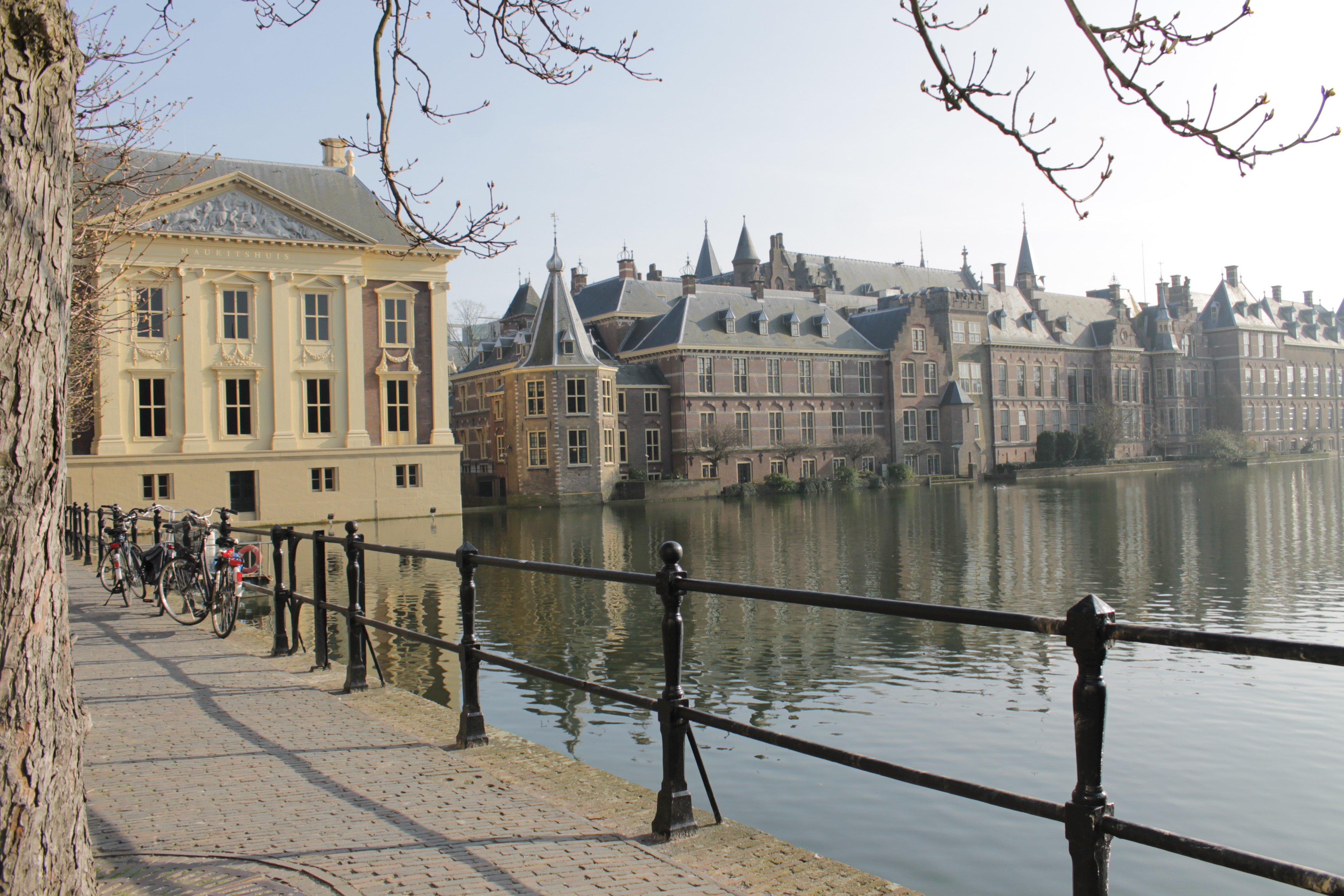
نمای پشتی Mauritshuis.

در سال ۱۶۳۱ کنت یوهان ماریوت که در آن زمان افسر ارشد هلند بود زمین این ساختمان را خریداری کرد. ماریوت زمانی‌که عهده‌دار رهبری مستعمره‌های هلند در برزیل در فاصلهٔ سال‌های ۱۹۳۶ تا ۱۹۴۴ بود، ساخت این بنا را به یکی از بهترین معماران آن روزگار هلند، جیکوب ون کامپون و دستیارش پیتر پُست واگذاشت و در همان زمان نام مائریتشویس را برای نام‌گذاری این بنا انتخاب نمود. این ساختمان یکی از استثنائی‌ترین آثار به جای مانده از قرن ۱۷ و یکی از برترین آثار معماری کلاسیک و سبک باستانی یونان و روم است. هر چند سقف گنبدی شکل و نمای داخلی ساختمان در آتش‌سوزی ۱۷۰۴ کاملاً از بین رفت اما در فاصله سال‌های ۱۷۰۸ تا ۱۷۱۸ ساختمان دو بار بازسازی شد.

## موزه
پس از مرگ ماریوت، خانوادهٔ مائس مالکیت آن را بر عهده گرفتند اما در سال ۱۸۲۰ دولت هلند به منظور ایجاد انجمن نقاشی برای کابینهٔ سلطنتی آن را خریداری کرد. در سال ۱۸۷۵ مائریتشویس به مکانی که در آن صرفاً تابلوهای نقاشی نگه‌داری می‌شد، تبدیل گردید. در طول قرون ۱۹ و ۲۰ این موزه رشد فراوانی کرد و توانست بازدیدکننده‌های فراوانی را از سراسر جهان جذب خود کند. اگرچه ساختمان بدین منظور ساخته نشده بود اما در فاصلهٔ سال‌های ۱۹۸۲ تا ۱۹۸۷ به منظور استانداردسازی آن مطابق با موزه‌های مدرن جهان عملیات بازسازی دیگری صورت گرفت.

## نگارخانه

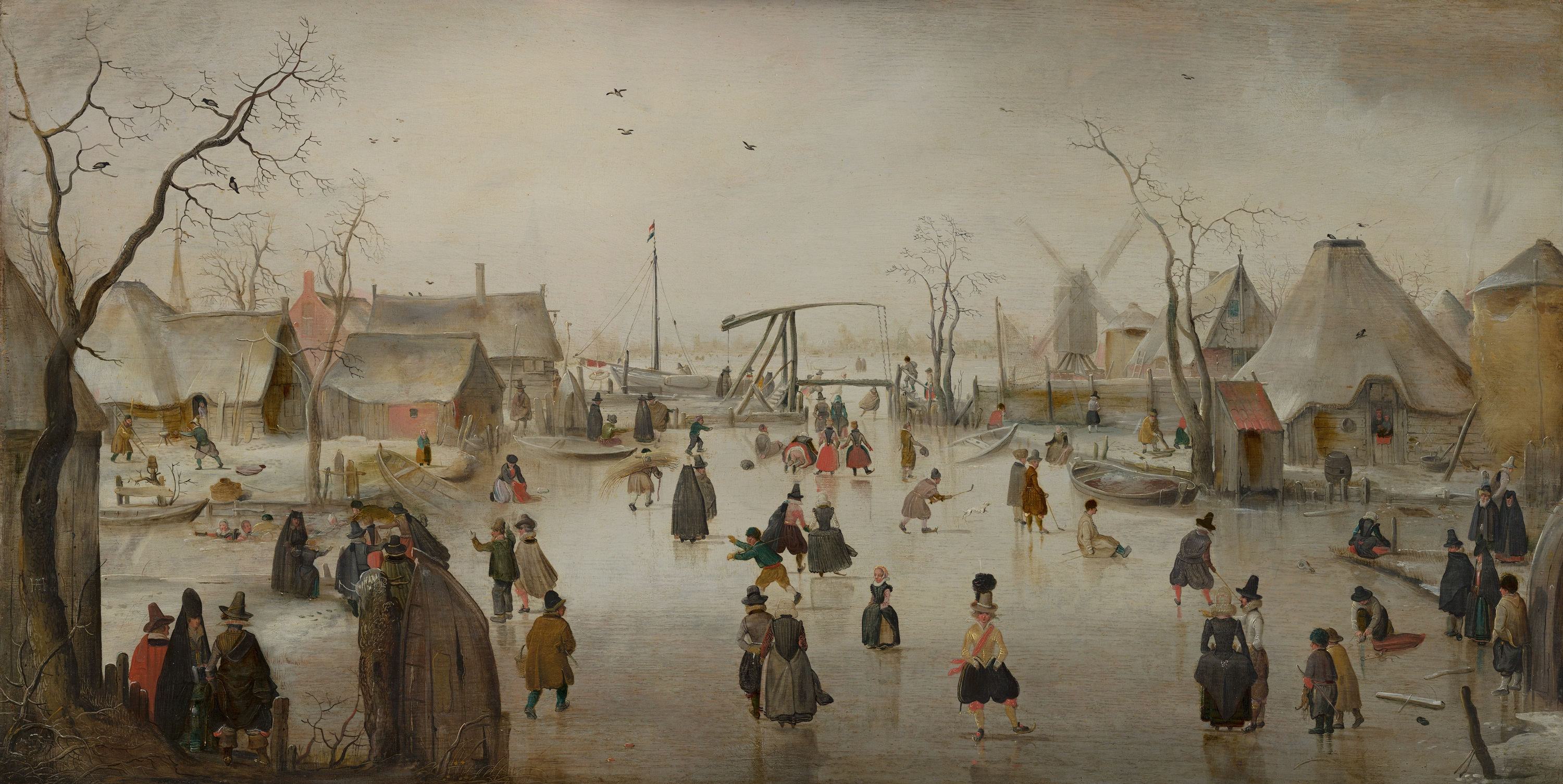
اسکیت روی کانال یخ‌زده حوالی ۱۶۱۰ م. اثر هندریک آورکامپ
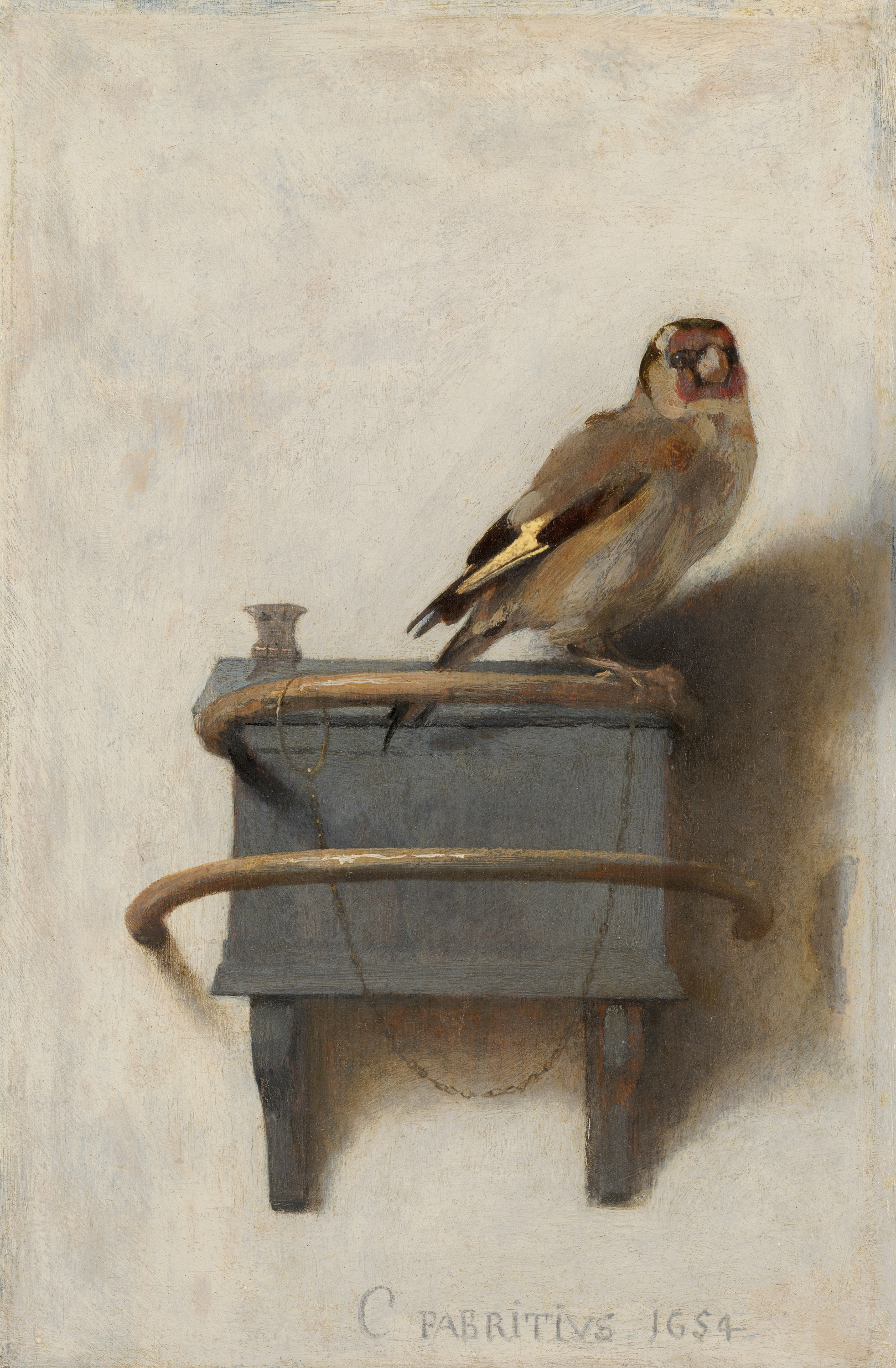
سِهرِه معمولی ۱۶۵۴ م. اثر کارل فابریتیوس
دختری با گوشواره مروارید حوالی ۱۶۶۵ م. اثر یوهانس فرمیر
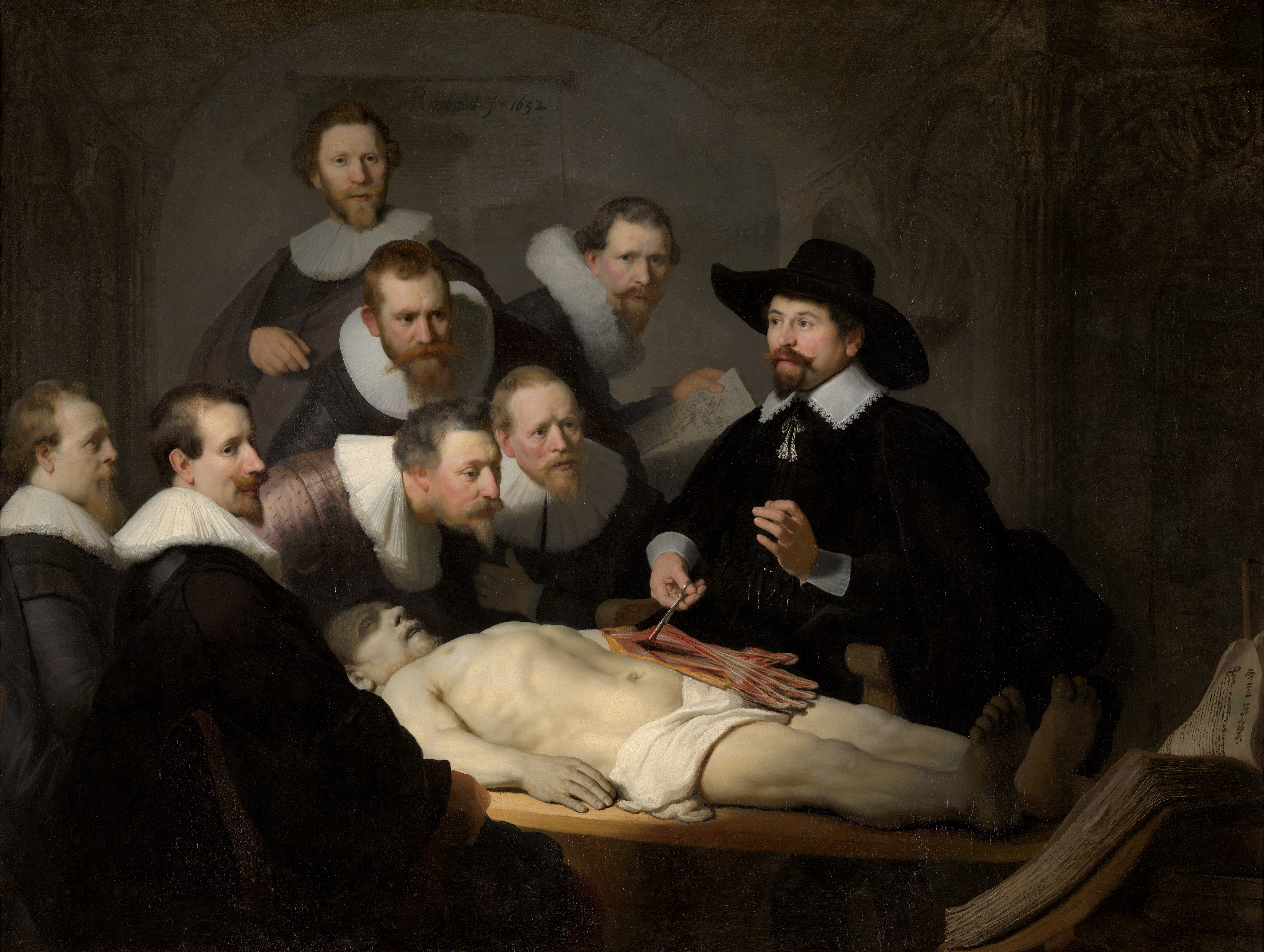
کلاس تشریح دکتر نیکولاس تولپ ۱۶۳۴ م. اثر رامبرانت
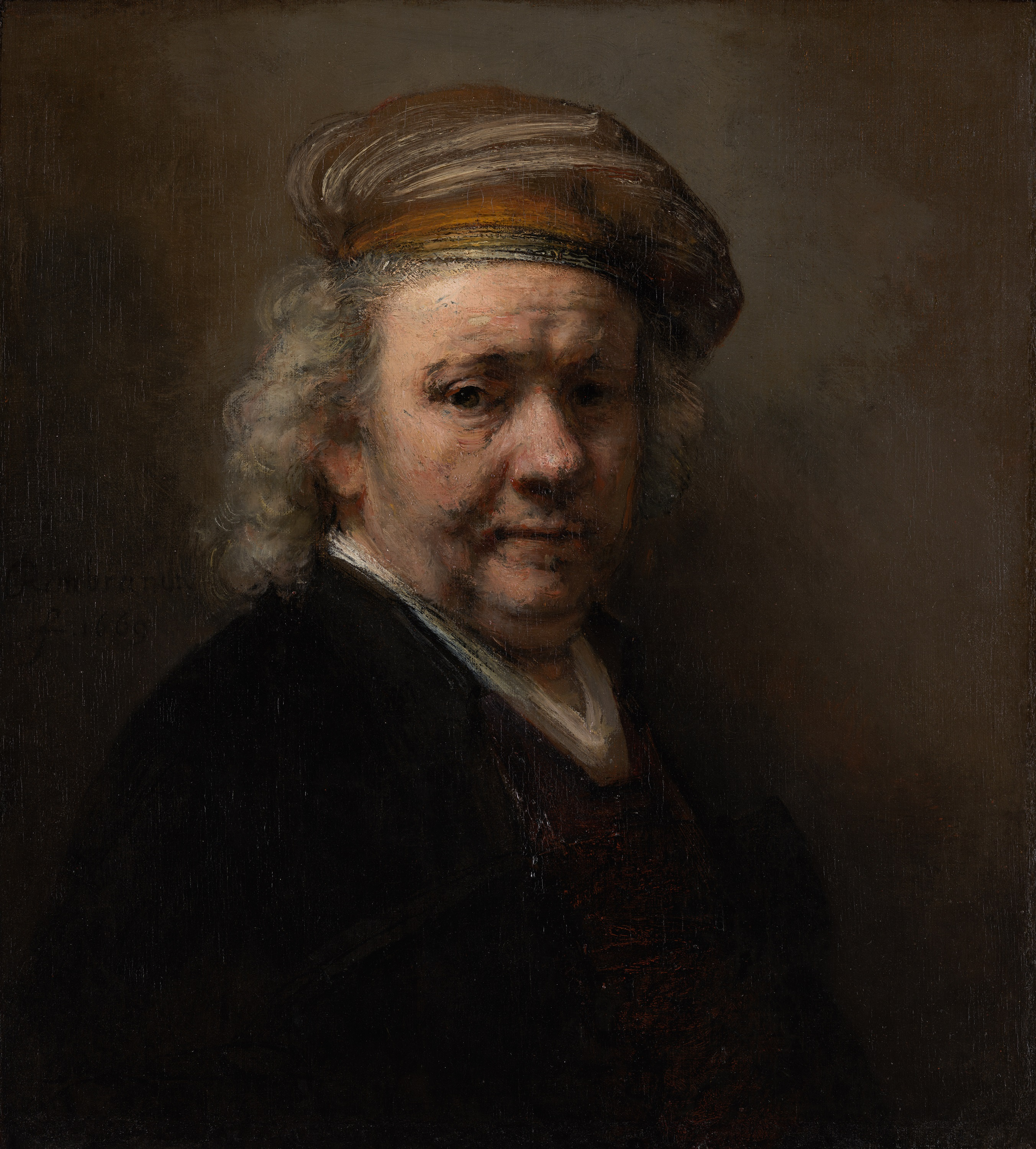
خودنگاره ۱۶۶۹ م. اثر رامبرانت
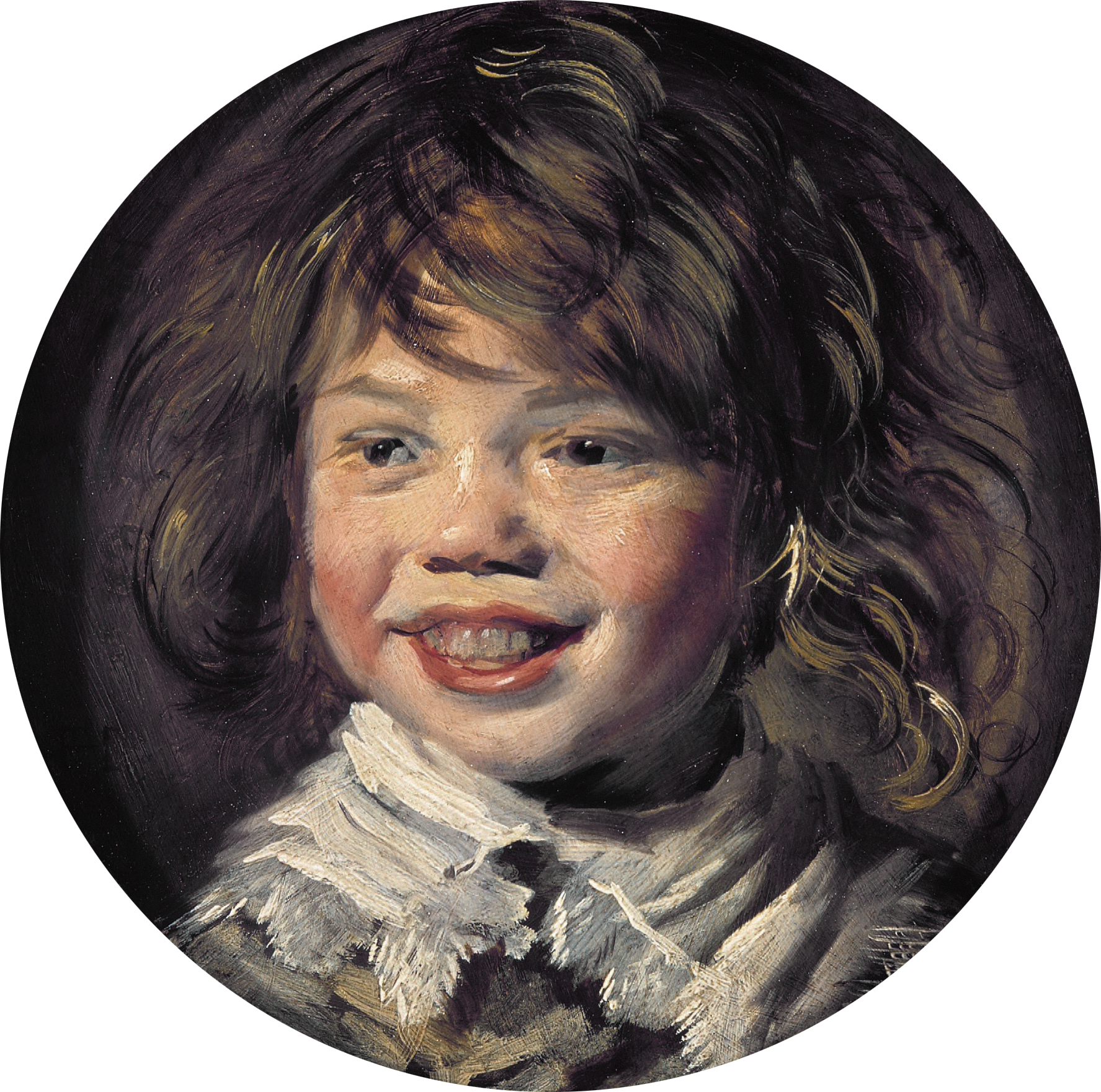
پسرک خندان
۱۶۲۵ م.
اثر فرانس هالس